# جاش هامی
جاشوا مایکل هامی سوم  (به انگلیسی: Joshua Michael Homme III) (زادهٔ ۱۷ مه ۱۹۷۳) تهیه‌کننده و هنرمند موسیقی راک آمریکایی است. جاش بنیان‌گذار گروه استونر متال کایاس بوده‌است و پس از فروپاشی آن گروه کویینز آو د استون ایج را تشکیل داد که هردوی آن‌ها از تحسین‌شده‌ترین گروه‌های استونر راک/متال هستند. او کویینز آو د استون ایج را به‌عنوان خواننده و نوازندهٔ گیتار رهبری می‌کند.
جاش به سازهای مختلفی مانند گیتار، باس، درامز و کیبورد تسلط دارد.
او از اعضای بنیان‌گذار گروه آلترنتیو راک ایگلز آو دث متال بوده‌است و از سال ۱۹۹۸ به‌عنوان درامر با آن‌ها همکاری کرده‌است.
جاش تعدادی آثار بداهه هم با هنرمندان مختلف دیگر ضبط کرده‌است که بخش عمدهٔ این آثار در مجموعهٔ The Desert Sessions موجود هستند. در سال ۲۰۰۹ او به‌همراه دیو گرول و جان پال جونز یک سوپرگروپ با نام Them Crooked Vultures تشکیل دادند. آن‌ها در همان سال یک آلبوم-هم‌نام گروه‌شان- به‌همراه ۲ تک‌آهنگ منتشر کردند که تا رتبه‌های بالای جدول‌های فروش کشورهای مختلف صعود کرد.